# Función discreta

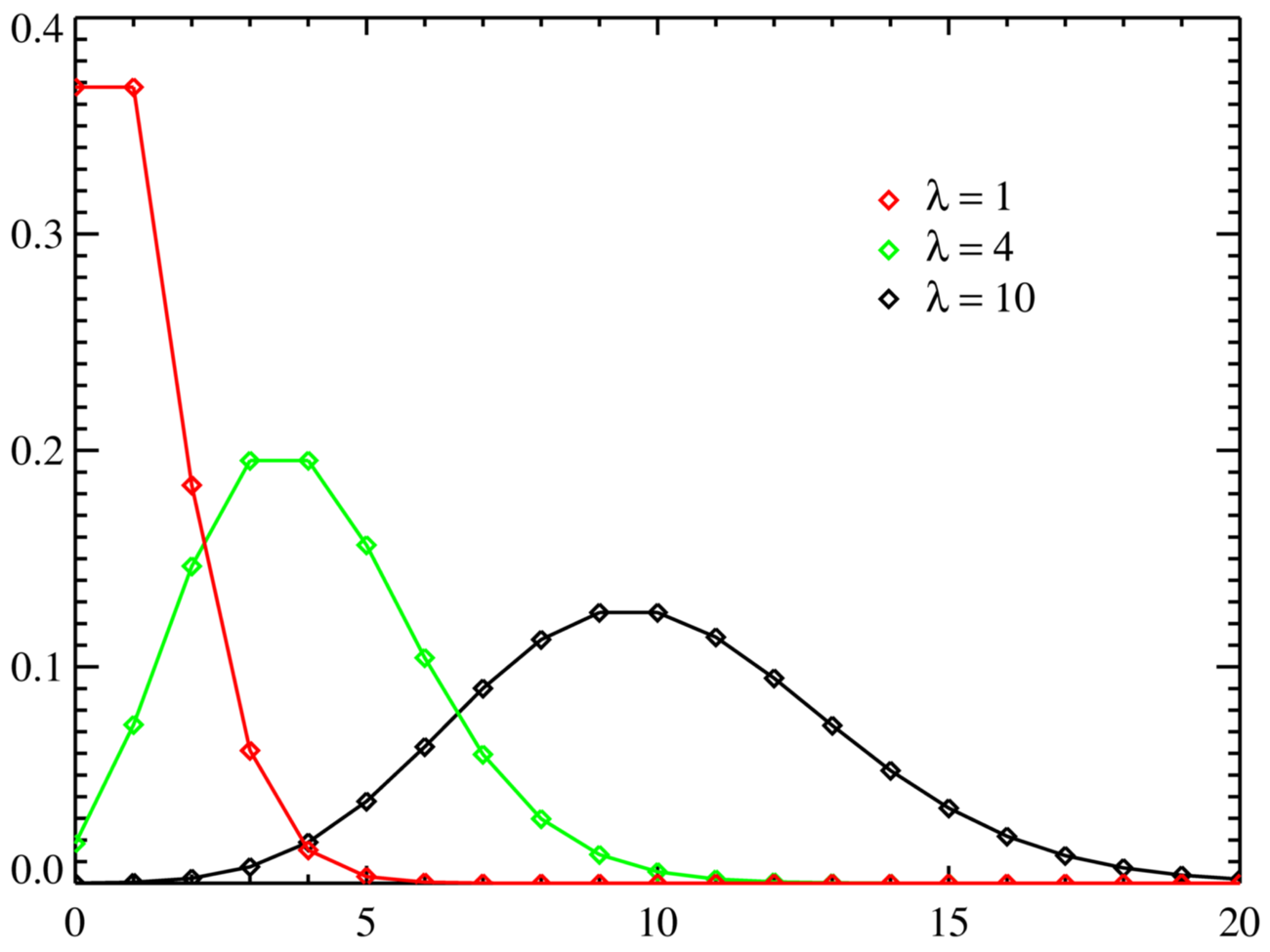
Distribución de Poisson, el eje horizontal es el índice k. La función solamente está definida en valores enteros de k. Las líneas que conectan los puntos son solo guías para el ojo y no indican continuidad.

Una función discreta {\displaystyle f\,} es una función matemática cuyo dominio de definición es un conjunto numerable (o discreto). Es decir, es una definición:
{\displaystyle f:S\subseteq \mathbb {N} \rightarrow S'}
Una función discreta no debe confundirse con una función discontinua, puesto que estas últimas corresponden a funciones reales definidas por tramos.

## Aplicaciones
Este tipo de funciones son muy comunes en las ramas de matemática discreta y teoría de computación, dado el manejo finito de datos que en ellos se utiliza. Por ejemplo, las funciones de distribución de variable discreta en estadística son un conocido ejemplo de funciones discretas.